# Sorgwohld
Das Naturschutzgebiet Sorgwohld liegt in Schleswig-Holstein, im Kreis Rendsburg-Eckernförde, nordwestlich von Rendsburg, nahe der gleichnamigen, zur Gemeinde Owschlag gehörigen Ortschaft in der Nähe der Sorge-Niederung. Es wurde am 6. November 1936 zum Naturschutzgebiet erklärt und wird vom Unabhängigen Kuratorium Landschaft Schleswig-Holstein – Verband für Naturschutz und Landschaftspflege e. V. betreut. Bei dem Gebiet handelt es sich um das wichtigste Binnendünengebiet Schleswig-Holsteins. Es ist auch Teil des Schutzgebietsnetzwerks Natura 2000. Die Landschaft ist geprägt durch Heidelandschaft, Magerrasenflächen und frei stehende einzelne Bäume wie Kiefern und Birken. Das Gebiet hat eine Länge von ungefähr 2 km und eine Breite von ungefähr 300 Metern. Um das Gebiet in seiner jetzigen Form zu erhalten, werden Heidschnucken und Ziegen zur Beweidung eingesetzt.
Die Ortschaft Sorgwohld bildete bis zu ihrer Eingemeindung nach Owschlag am 1. April 1941 eine Gemeinde im Kreis Eckernförde.

## Entstehung
Bei der Dünenlandschaft im Sorgwohld handelt es sich um sogenannte Fließgewässer begleitende Dünen die ihren Ursprung in der letzten Eiszeit haben. Der vom Schmelzwasser der Gletscher transportierte Sand wurde hier abgelagert und Wind hat den Sand in der Folgezeit zu Dünen und Flugsandfeldern geformt. Auf dem Sand siedelten im Laufe der Zeit Moose, Silbergras und Flechten und hielten so den Sand fest. Auf diese Weise ist eine karge Sandbodenlandschaft (Trockengebiet) entstanden. Durch Flurbereinigungen wurde ein Teil der Landschaft später zu Kulturland umgewandelt. Es ist geplant das Gebiet um weitere 4 Hektar auszuweiten, um auch die angrenzenden Moorlandschaften unter Schutz zu stellen.

## Fauna
Im Naturschutzgebiet leben viele spezialisierte und seltene Insekten wie Röhrenspinnen, Stierkäfer, Distelfalter und Sandwespen. Durch die hohe Insektenpopulation werden wiederum viele Vögel anlocken. Bodenbrüter wie Rebhuhn und Feldlerche kommen hier ebenfalls vor. Ein Weg führt durch das Gebiet, ein Abstecher des Ochsenwegs führt hier ebenfalls entlang. Einige Teile der Freiflächen sind eingezäunt.
Im Mai 2018 wurde hier die europaweit extrem selten nachgewiesene Baldachinspinne Ceraticelus bulbosus (Emerton, 1882) auf der Heidefläche nachgewiesen, dies ist zugleich der Erstnachweis für Schleswig-Holstein.